# Кадзино, Томоюки
Томоюки Кадзино (яп. 梶野 智幸, род. 11 июля 1960, Айти) — японский футболист.

## Клубная к=арьера
На протяжении своей футбольной карьеры выступал за клубы «Yanmar Diesel», «Гамба Осака» и «Касива Рейсол».

## Карьера в сборной
С 1988 по 1989 год сыграл за национальную сборную Японии 9 матчей, в которых забил 1 гол.

### Статистика за сборную
| Сборная Японии | Сборная Японии | Сборная Японии |
| Год            | Матчи          | Голы           |
| -------------- | -------------- | -------------- |
| 1988           | 1              | 0              |
| 1989           | 8              | 1              |
| Итого          | 9              | 1              |